# Frillestad
Frillestad är kyrkbyn i Frillestads socken i Helsingborgs kommun i Skåne belägen sydväst om Påarp och nordväst om Bårslöv.
Här ligger Frillestads kyrka.